# Astudillo
Astudillo egy község Spanyolországban, Palencia tartományban. Astudillo Torquemada, Villamediana, Amusco, Támara de Campos, Santoyo, Melgar de Yuso, Villodre, Pedrosa del Príncipe, Castrojeriz, Valbuena de Pisuerga, Villalaco és Cordovilla la Real községekkel határos. Lakosainak száma 1039 fő (2024).

## Népesség
A település népessége az elmúlt években az alábbi módon változott:
| Lakosok száma | 1275 | 1205 | 1168 | 1134 | 1065 | 1031 | 1012 | 995  | 1031 | 1039 |
|               | 2001 | 2004 | 2007 | 2009 | 2012 | 2014 | 2017 | 2019 | 2022 | 2024 |